# Jackie Lee (Sängerin)
Jackie Lee, eigentlich Jacqueline Norah Flood (* 29. Mai 1936 in Clontarf, Dublin, Irland) ist eine irische Pop-Sängerin, die von 1955 bis 1973 aktiv war. Sie ist vor allem für ihren UK-Top-10-Hit White Horses (1968) und den UK-Top-20-Hit Rupert (1971) bekannt. Daneben war sie eine gefragte Backup-Sängerin für Künstler wie Tom Jones, Elton John und Jimi Hendrix sowie die Zweitplatzierte beim Sopot International Song Festival 1971. Sie stieg 1973 aus dem Musikgeschäft aus, ist aber heute ein Favorit der Northern-Soul-Szene der 1960er Jahre.

## Beginn
Jackie Lee kam 1936 in Clontarf, einem Vorort von Dublin, als Kind einer musikalischen Familie zur Welt. Ihr Vater war ein ausgebildeter Bariton und ihre Mutter eine begabte Pianistin. Ihr musikalisches Talent brachte ihr ein Stipendium an der Municipal School of Music in Dublin ein, wo sie drei Jahre lang als Soprano ausgebildet wurde. Mit 14 war sie ein regelmäßiger Gast des irischen Rundfunksender Radio Éireann und zwei Jahre später trat sie als Sängerin für Billy Watsons Band im Clery’s Ballroom in Dublin auf. Daneben trat sie im selben Zeitraum im Theatre Royal und Capitol Theatre auf und sang für diverse andere örtliche Bands.
Anfang der 1950er zog Lee nach London und ließ sich im West End nieder. Dort wurde sie Sängerin der zu dem Zeitpunkt in Großbritannien sehr populären, von Ronnie Aldrich angeführten Royal-Air-Force-Band The Squadronaires. 1955 verließ sie die Band und unterzeichnete einen Solo-Vertrag bei Decca Records, wo im April 1955 ihre Debütsingle I Was Wrong erschien. Am 26. Mai 1956 trat sie in der ATV-Show Sunday Night at the London Palladium auf. Auf Touren mit den Streitkräften des Vereinigten Königreichs durch Zypern, Deutschland und Libyen sammelte sie Erfahrung als Live-Performerin.
Ende der 1950er lernte Lee den britischen Musikverleger und Produzenten Len Beadle kennen, der ihr Manager und später auch ihr Ehemann wurde. Beadle stellte zu dem Zeitpunkt gerade eine Gesangsgruppe namens The Raindrops zusammen (nicht zu verwechseln mit der amerikanischen Gruppe desselben Namens). Mitglieder dieser Gruppe wurden Beadle, Lee, Johnny Worth und Vince Hill. Die Gruppe wurde populär durch ihre regelmäßigen Auftritte in der BBC-Sendung Parade of the Pops sowie durch Coverversionen US-amerikanischer Chart-Hits wie Will You Love Me Tomorrow von den Shirelles und The Loco-Motion von Little Eva für Plattenfirmen wie Parlophone und Oriole.
Am 11. Februar 1962 nahm Lee im BBC Television Theatre in London an A Song for Europe, dem britischen Vorentscheid für den Eurovision Song Contest teil. Ihr Beitrag There’s No-One in the Whole Wide World erreichte nur Platz 9 in der Endrunde. Kurz danach lernte Lee die neue Band The Beatles kennen. George Harrison sagte ihr, dass die Beatles ihren Song There’s No-One in the Whole Wide World während ihres Engagements im Hamburger Star-Club sangen.

## Erfolg
Die letzten beiden Singles von Lee mit den Raindrops, Down Our Street (1963) und Come On Dream, Come On (1964) entstanden in Zusammenarbeit von Len Beadle mit Peter Callander, später der Songwriting-Partner von Mitch Murray. 1963 flog sie nach Deutschland, um mit dem Produzenten Fred Berlipp ihre erste deutschsprachige Single, Tschau, Tschau Amigo aufzunehmen.
Im Januar 1965 erschien als ihre erste Single für Decca das wenig bekannte Bacharach-David-Stück I Cry Alone. Da auch dies keinen kommerziellen Erfolg brachte, wechselte Lee zu Columbia, wo vier Singles erschienen, darunter So Love Me mit Don Lusher und The Town I Live In (1966), was wiederum die Charts verfehlte, aber ein Klassiker der Northern-Soul-Bewegung wurde. Ihr Lied Your Other Love (ebenfalls 1966) stammte aus der Feder von Claus Ogerman, der zu dieser Zeit mit Connie Francis und Lesley Gore zusammenarbeitete. Im Januar 1966 nahm sie in den Abbey Road Studios vier Lieder mit Ivor Raymonde auf, der in den 1960er Jahren auch Dusty Springfield, Susan Maughan und Helen Shapiro produzierte.
Ihre letzte Single für das Label, Just Like a Man (1967; geschrieben von Barry Mason und Les Reed), erreiche die NME-Top-30 und wurde später von Margaret Whiting und Lill Lindfors gecovert. Ebenfalls 1967 sang sie mit Johnny Keating Born to Lose, die Titelmelodie für den britischen Kriminalfilm Millionen-Raub (Originaltitel: Robbery; Regie: Peter Yates) mit Stanley Baker und Joanna Pettet.
Zu diesem Zeitpunkt begann auch Lees Karriere als Backup-Sängerin für andere Künstler, darunter mit Clare Torry, Liza Strike und Sue & Sunny für Elton John, Roland Shaw & His Orchestra und Jimi Hendrix für seine Version von Hey Joe (Oktober 1966). Sie ist auch auf zwei britischen Nr.-1-Hits zu hören, Green, Green Grass of Home von Tom Jones (Dezember 1966) und Release Me von Engelbert Humperdinck (März 1967). Mit Cliff Richard nahm sie im Herbst 1966 zwei Stücke für sein von Norrie Paramor produziertes Album Cinderella (1967) auf. 1967 war sie auch an John Barrys preisgekrönter Werbekampagne für Fablon beteiligt.
Im Frühjahr 1968 suchte die BBC eine Titelmelodie für die britische Version der jugoslawischen Jugendserie Ferien in Lipizza (britischer Titel: The White Horses), die seit 1965 erfolgreich für Jugoslawien und den westdeutschen Südwestfunk produziert wurde. Jackie Lees White Horses erreichte im Frühjahr 1968 die Top 10 der britischen Single-Charts. Es folgte im gleichen Jahr ihr erstes Album, ebenfalls White Horses betitelt. Es wurde von Derek Lawrence produziert, bekannt für seine spätere Arbeit mit Deep Purple und Kiss. Im gleichen Jahr war sie in Norman J. Warrens Jedem Pferdchen sein Reiter (Originaltitel: Loving Feeling) zu sehen. In den Pariser Barclay-Studios nahm sie das Titellied für den Original-Soundtrack von Roger Vadims Barbarella (1968) auf.
Es folgte ein Wechsel zu Pye Records. Ihre erste Single dort war Love is a Gamble (1969) von Alan Moorhouse, gefolgt von Everybody Needs a Little Loving (1970), was fortan als Titelmelodie der Werbekampagne von Campbell Soup Company verwendet wurde. Eine weitere Titelmelodie wurde für Alan Gibsons Horrorfilm Goodbye Gemini (1970) mit Judy Geeson und Michael Redgrave produziert.
Ebenfalls 1970 bat man sie, die Titelmelodie für Len Beadles und Ron Rokers animierte ATV-Serie The Adventures of Rupert the Bear einzusingen. Die Single, Rupert, erreichte Platz 14 der UK-Single-Charts. Lee nahm das Lied daraufhin auch in einer deutschen Version als Rupert der Bär auf. Im August 1971 nahm sie mit One More Mountain to Climb am Polish International Song Festival 1971 teil und wurde Zweite nach Samantha Jones.
Anfang 1972 ging sie mit Christopher Gunning erneut ins Studio, um ein Album aufzunehmen, das ähnlich wie Julie Londons Album Calendar Girl (1956) an die zwölf Monate angelehnt war. Dieses Album wurde nie veröffentlicht. Es folgte die Titelmelodie für eine weitere ATV-Kinderserie, Inigo Pipkin (1972).
1973 zog sich Jackie Lee aus dem Musikgeschäft zurück und zog später nach Kanada, wo sie heute noch lebt.

## Diskografie

### Studioalben
- 1968: White Horses (Philips SBL7851)
- 1971: Jackie’s Junior Choice (Pye PKL 5503)

### Singles
- 1955: "I Was Wrong" / "For as Long as I Live" (Decca 45-F10550)
- 1956: "On the Outskirts of Paris" / "Love Me as Though There Were No Tomorrow" (Polydor BM 6030)
- 1956: "Little Ship" / "To Be Sure" (Polydor BM 6045)
- 1962: "Party Nights" / "Midnight" (Oriole 45-CB 1757)
- 1962: "There's No-One in the Whole Wide World " / "I Was the Last One to Know" (Oriole 45-CB 1702)
- 1963: "The End of the World" / "Goodbye is Such a Lonely Word" (Oriole 45-CB 1800)
- 1963: "Tschau, Tschau, Amigo" / "Nichts geht über unsere Liebe" (Ariola 45 362)
- 1963: "Come Dream, Come One" / "Here I Go Again" (BF 1328, 326641 BF)
- 1964: "I Cry Alone" / "Cause I Love Him" (Decca F12068)
- 1965: "Lonely Clown" / "Love is Gone" (Columbia DB7685)
- 1966: "The Town I Live In" / "You Too (Can Have Heartaches)" (Columbia DB 8052) – als Emma Rede
- 1967: "Window Cleaner" / "Ever or Never at All" (nur Test-Pressungen) – als Emma Rede
- 1967: "Born to Lose" / "Saying Goodbye" (Decca F12663)
- 1968: "White Horses" / "Too Many Chiefs (Not Enough Indians)" (Philips BF 1647) – als Jacky
- 1968: "We're Off and Running" / "Well, That's Loving You" (Philips BF 1689) – als Jacky
- 1968: "Love is Now" / "Never Will I Be" (Emedisc POF 122)
- 1969: "Love is a Gamble" / "Something Borrowed Something Blue" (Pye 7N.17829)
- 1970: "Everybody Needs a Little Loving" / "If Everyday Was Like Today" (Pye 7N.17873)
- 1970: "Rupert" / "Going to the Circus" (Pye 7N.45003)
- 1971: "Johnny Said Come Over" / "End of a Rainbow" (Pye 7N.45088)
- 1971: "Peter Pan" / "What Will I Do?" (Pye 7N.45113)
- 1971: "One More Mountain" / "What Will I Do?" (Pye 7N.45072)
- 1972: "Indigo Pipkin" / "End of Rainbow" (Pye 7N.45207)
- 1972: "Friends" / "Black Country" (Pye 7N.45188)
- 1972: "Sleep" / "Space Age Lullaby" (ICI Pharmaceuticals Division ICI 2)
- 1973: "You Make My Head Spin" / "Hallelujah Lamb" (Pye 7N.45245)
- 1974: "Break out the Morning" / "Children of Love" (Bradley’s Records BRAD 313)

### Compilations
- 2007: End of a Rainbow: A Pye Anthology (Poker Records DECKCD107)
- 2009: The Town I Live In: The EMI Years 1965–1967 (Poker Records DECKCD113)